# Раджа Раві Варма

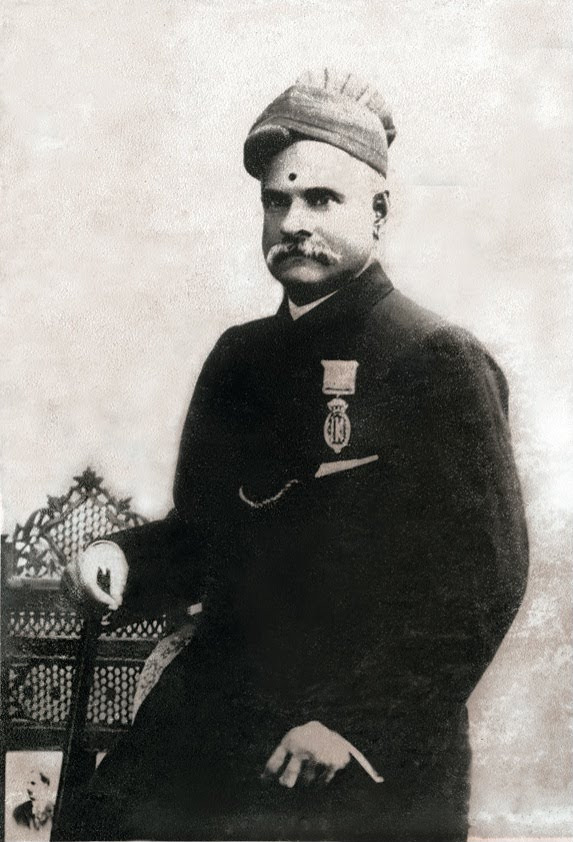
Раві Варма Койл Тампуран

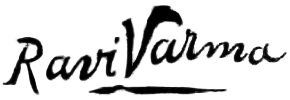
Підпис

Раджа Раві Варма (29 квітня 1848, Кіліманур, Керала, Британська Індія — 2 жовтня 1906, Кіліманур, Керала) — індійський художник, автор безлічі робіт, в тому числі на теми індійських епос ів «Махабхарата» і «Рамаяна». 

## Біографія
Раві Варма (повне ім'я Раві Варма Койл Тампуран) народився 29 квітня 1848 а в князівському палаці Кіліманур, поблизу Тіруванантапурам а (нині — в штаті Керала), в аристократичній сім'ї правителів держави Траванкор. Вже в ранньому дитинстві проявив чималі здібності до малювання, які активно підтримувалися його дядьком. З 14 років Раві Варма навчався традиційного індійського живопису в князівському палаці, а в 1863 року  протягом місяця брав уроки європейського живопису у запрошеного до двору британського портретиста Теодора Єнсена. 
У 1873 році Раві Варма взяв участь у міжнародній художній виставці в Мадрасі, де найкращою була визнана його картина «Леді Наїр за ранковим туалетом». Всесвітня популярність прийшла до художника після виставки, що пройшла в тому ж році в Відні, де він також взяв головний приз. 
Раві Варма ніколи не носив офіційного титулу раджі, проте став відомий у Європі як Раджа Раві Варма, принц-художник. 

## Галерея

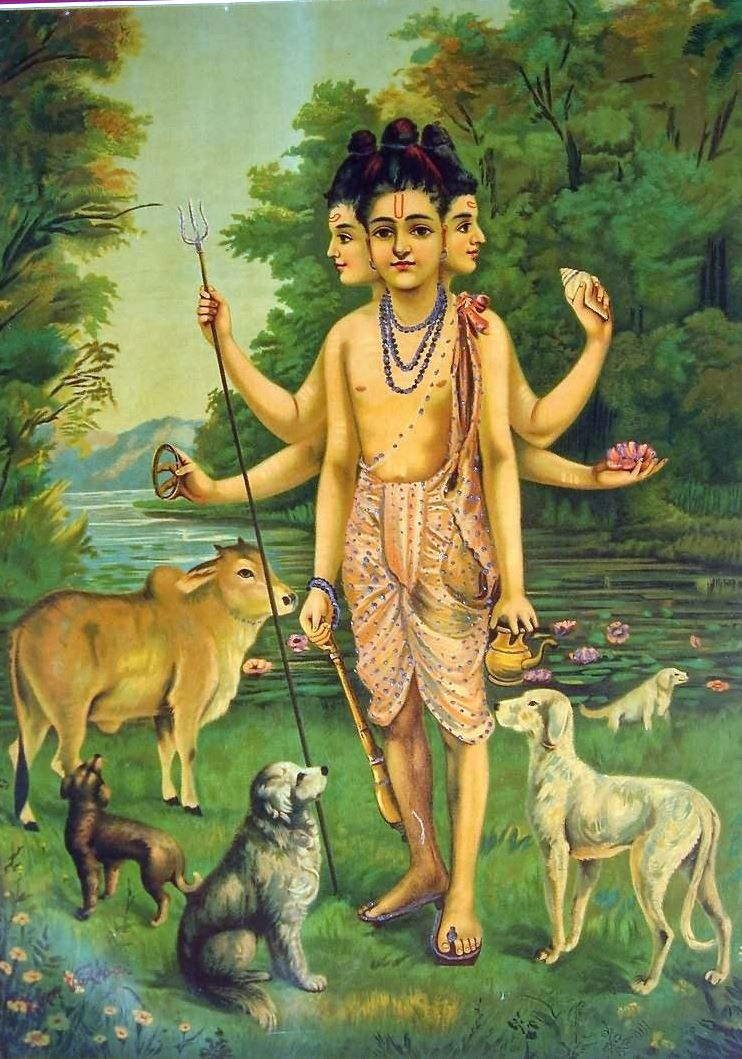
Даттатрея
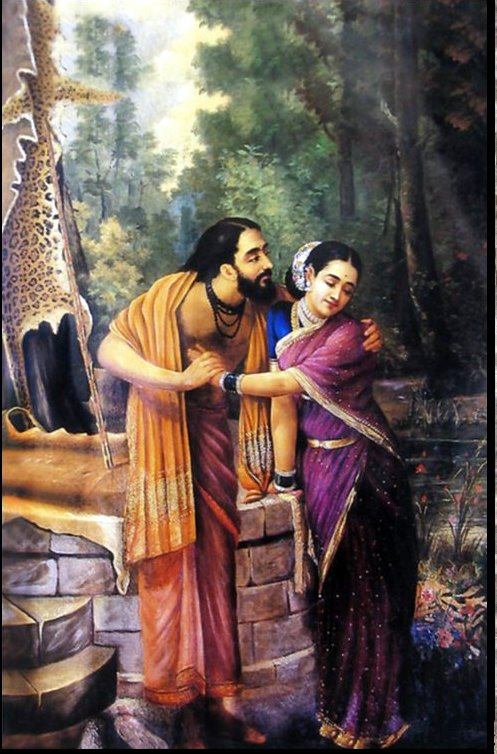
Арджуна і Субхадра
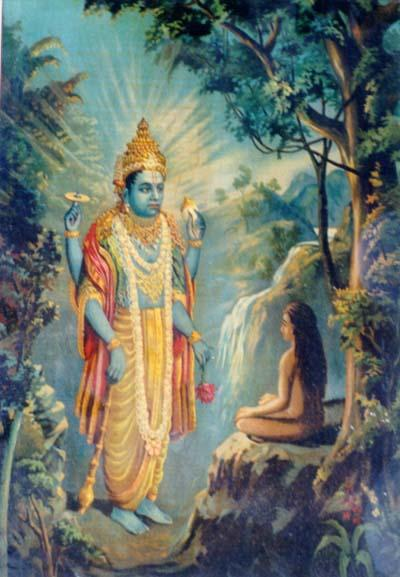
Бачення Крішни
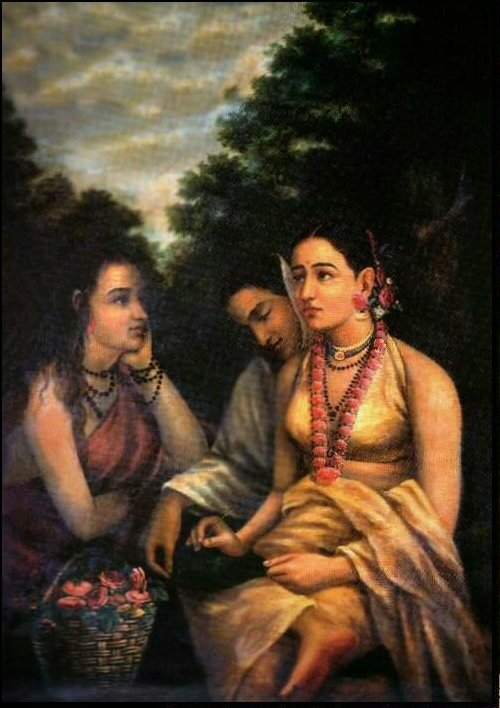
Шакунтала
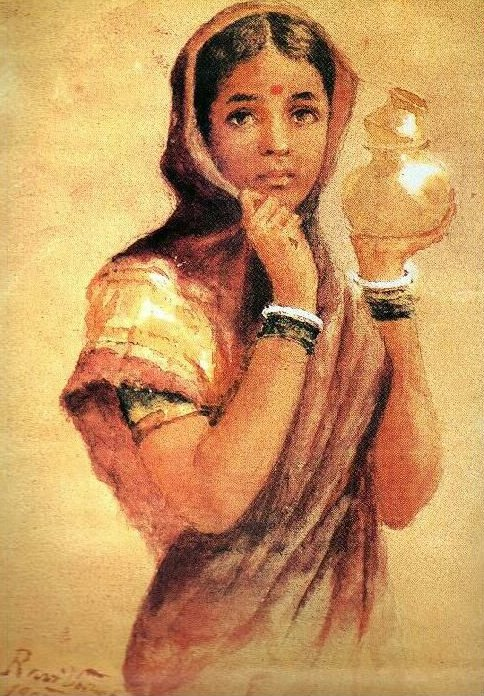
Північноіндійська дівчина
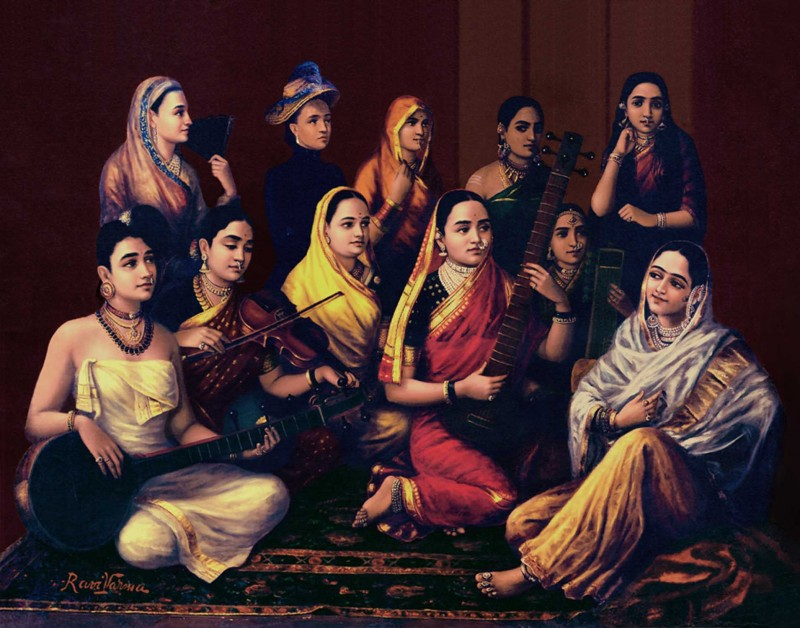
Музичні інструменти
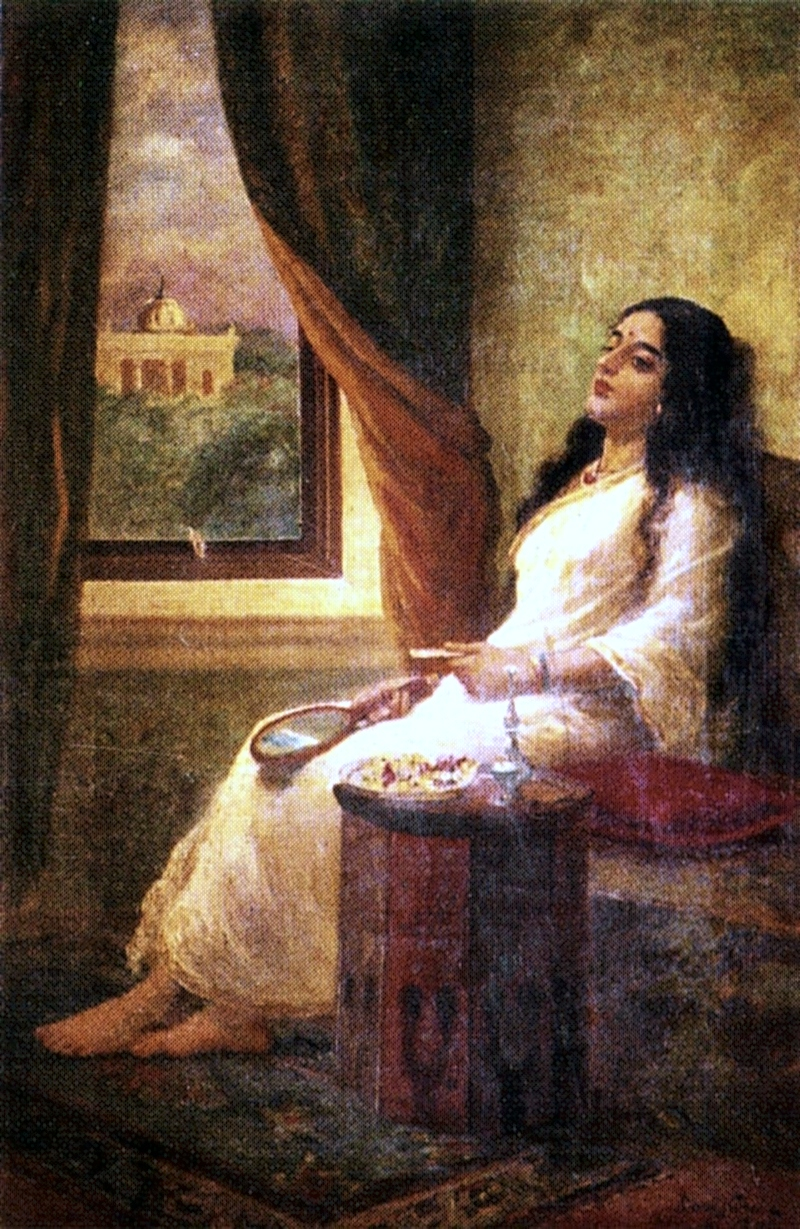
Жінка в роздумах